# Darlin'
Darlin' foi um grupo de indie rock formado em 1992 por Thomas Bangalter (baixo) e Guy-Manuel de Homem-Christo (guitarra) com Laurent Brancowitz (bateria). Inspirados pelos Beach Boys, o nome do grupo veio de uma canção de mesmo nome da renomada banda, da qual eles fizeram uma "cover" instrumental. 
Juntos, eles lançaram suas canções na coletânea Shimmies In Super 8, pela gravadora Duophonic, e na coletânea De La Viande Pour Le Disco?, pela gravadora Banana Split.
A banda teve uma vida curta. Brancowitz saiu da banda em 1993 e juntou-se a seu irmão mais novo Christian Mazzalai para formar uma banda que mais tarde se tornaria os Phoenix. Bangalter e De Homem-Christo continuaram juntos para formar o aclamado duo eletrônico Daft Punk.
O nome "Daft Punk" vem justamente da época em que a dupla fazia parte do Darlin'. Uma crítica negativa sobre a coletânea "Shimmies In Super 8" publicada na revista musical britânica Melody Maker chamou a música do grupo de "a daft punky thrash". Bangalter e De Homem-Christo usaram o termo depreciativo para nomear sua nova banda . 